# Список самых влиятельных людей в мире по версии Forbes

Логотип журнала Forbes

С 2009 по 2018 год (за исключением 2017 года) американский деловой журнал Forbes ежегодно составлял список самых влиятельных людей мира. В списке было по одному месту на каждые 100 миллионов человек, то есть в 2009 году в списке было 67 человек, а к 2018 году — 75. Слоты распределялись в зависимости от количества человеческих и финансовых ресурсов, которыми они обладали, а также от их влияния на мировые события.

## 2018
1. Си Цзиньпин, генеральный секретарь Коммунистической партии Китая
2. Владимир Путин, президент России
3. Дональд Трамп, избранный президент США
4. Ангела Меркель, канцлер Германии
5. Джефф Безос, председатель и исполнительный директор Amazon
6. Франциск, Папа Римский Святого Престола
7. Билл Гейтс; сопредседатель Фонда Билла и Мелинды Гейтс, основатель Microsoft
8. Мухаммед ибн Салман Аль Сауд, наследный принц Саудовской Аравии
9. Нарендра Моди, премьер-министр Индии
10. Ларри Пейдж, соучредитель Google LLC[1]

## 2016
1. Владимир Путин, президент России
2. Дональд Трамп, избранный президент США
3. Ангела Меркель, канцлер Германии
4. Си Цзиньпин, генеральный секретарь Коммунистической партии Китая
5. Франциск, Папа Римский Святого Престола
6. Джанет Йеллен, председатель Федеральной резервной системы
7. Билл Гейтс; сопредседатель Фонда Билла и Мелинды Гейтс, основатель Microsoft
8. Ларри Пейдж, соучредитель Google LLC
9. Нарендра Моди, премьер-министр Индии
10. Марк Цукерберг, основатель и генеральный директор компании Facebook[2]

## 2015
1. Владимир Путин, президент России
2. Ангела Меркель, канцлер Германии
3. Барак Обама, президент США
4. Франциск, Папа Римский Святого Престола
5. Си Цзиньпин, генеральный секретарь Коммунистической партии Китая
6. Билл Гейтс; сопредседатель Фонда Билла и Мелинды Гейтс, основатель Microsoft
7. Джанет Йеллен, председатель Федеральной резервной системы
8. Дэвид Кэмерон, премьер-министр Великобритании
9. Нарендра Моди, премьер-министр Индии
10. Ларри Пейдж, соучредитель Google LLC[3]

## 2014
1. Владимир Путин, президент России
2. Барак Обама, президент США
3. Си Цзиньпин, генеральный секретарь Коммунистической партии Китая
4. Франциск, Папа Римский Святого Престола
5. Ангела Меркель, канцлер Германии
6. Джанет Йеллен, председатель Федеральной резервной системы
7. Билл Гейтс; сопредседатель Фонда Билла и Мелинды Гейтс, основатель Microsoft
8. Марио Драги, председатель Европейского центрального банка
9. Сергей Брин и Ларри Пейдж, соучредители Google LLC
10. Дэвид Кэмерон, премьер-министр Великобритании[4]

## 2013
1. Владимир Путин, президент России
2. Барак Обама, президент США
3. Си Цзиньпин, генеральный секретарь Коммунистической партии Китая
4. Франциск, Папа Римский Святого Престола
5. Ангела Меркель, канцлер Германии
6. Билл Гейтс; сопредседатель Фонда Билла и Мелинды Гейтс, основатель Microsoft
7. Бен Бернанке, председатель Федеральной резервной системы
8. Абдалла ибн Абдель Азиз Аль Сауд, король Саудовской Аравии
9. Марио Драги, председатель Европейского центрального банка
10. Майк Дьюк[англ.], главный исполнительный директор Walmart[5]

## 2012
1. Барак Обама, президент США
2. Ангела Меркель, канцлер Германии
3. Владимир Путин, президент России
4. Билл Гейтс; сопредседатель Фонда Билла и Мелинды Гейтс, основатель Microsoft
5. Бенедикт XVI, Папа Римский Святого Престола
6. Бен Бернанке, председатель Федеральной резервной системы
7. Абдалла ибн Абдель Азиз Аль Сауд, король Саудовской Аравии
8. Марио Драги, председатель Европейского центрального банка
9. Си Цзиньпин, генеральный секретарь Коммунистической партии Китая
10. Дэвид Кэмерон, премьер-министр Великобритании

## 2011
1. Барак Обама, президент США
2. Владимир Путин, премьер — министр России
3. Ху Цзиньтао, генеральный секретарь Коммунистической партии Китая
4. Ангела Меркель, канцлер Германии
5. Билл Гейтс; сопредседатель Фонда Билла и Мелинды Гейтс, основатель Microsoft
6. Абдалла ибн Абдель Азиз Аль Сауд, король Саудовской Аравии
7. Бенедикт XVI, Папа Римский Святого Престола
8. Бен Бернанке, председатель Федеральной резервной системы
9. Марк Цукерберг, основатель и генеральный директор компании Facebook
10. Дэвид Кэмерон, премьер-министр Великобритании

## 2010
1. Ху Цзиньтао, генеральный секретарь Коммунистической партии Китая
2. Барак Обама, президент США
3. Абдалла ибн Абдель Азиз Аль Сауд, король Саудовской Аравии
4. Владимир Путин, премьер — министр России
5. Бенедикт XVI, Папа Римский Святого Престола
6. Ангела Меркель, канцлер Германии
7. Дэвид Кэмерон, Премьер-министр Великобритании
8. Бен Бернанке, председатель Федеральной резервной системы
9. Соня Ганди, президент партии Индийский национальный конгресс
10. Билл Гейтс; сопредседатель Фонда Билла и Мелинды Гейтс, основатель Microsoft

## 2009
1. Барак Обама, президент США
2. Ху Цзиньтао, генеральный секретарь Коммунистической партии Китая
3. Владимир Путин, премьер — министр России
4. Бен Бернанке, председатель Федеральной резервной системы
5. Сергей Брин и Ларри Пейдж, соучредители Google LLC
6. Карлос Слим, исполнительный директор Telmex
7. Руперт Мердок, председатель News Corporation
8. Майк Дьюк[англ.], главный исполнительный директор Walmart
9. Абдалла ибн Абдель Азиз Аль Сауд, король Саудовской Аравии
10. Билл Гейтс; сопредседатель Фонда Билла и Мелинды Гейтс, основатель Microsoft